# Boriraan
Boriraan is een cyclische organische verbinding met als brutoformule C2H5B. De stof komt voor als een goed in water oplosbaar gas. Structureel gezien is boriraan een cyclopropaanmolecule, waarbij een koolstofatoom is vervangen door een booratoom (gebonden aan waterstof).